# Опал (Вайомінг)
Опал (англ. Opal) — місто (англ. town) в США, в окрузі Лінкольн штату Вайомінг. Населення — 64 особи (2020).

## Географія
Опал розташований за координатами 41°46′5″ пн. ш. 110°19′27″ зх. д. / 41.76806° пн. ш. 110.32417° зх. д. (41.768055, -110.324078).  За даними Бюро перепису населення США в 2010 році місто мало площу 1,02 км², уся площа — суходіл. Місто розташоване на висоті 2033 метри над рівнем моря.

## Демографія
Згідно з переписом 2010 року, у місті мешкало 96 осіб у 38 домогосподарствах у складі 28 родин. Густота населення становила 94 особи/км².  Було 51 помешкання (50/км²).
Расовий склад населення:
| - 92,7 % — білих - 1,0 % — корінних американців - 1,0 % — азіатів - 3,1 % — осіб інших рас |

До двох чи більше рас належало 2,1 %. Частка іспаномовних становила 7,3 % від усіх жителів.
За віковим діапазоном населення розподілялося таким чином: 24,0 % — особи молодші 18 років, 70,8 % — особи у віці 18—64 років, 5,2 % — особи у віці 65 років та старші. Медіана віку мешканця становила 44,5 року. На 100 осіб жіночої статі у місті припадало 140,0 чоловіків;  на 100 жінок у віці від 18 років та старших — 135,5 чоловіків також старших 18 років.
За межею бідності перебувало 6,3 % осіб, у тому числі 0,0 % дітей у віці до 18 років та 0,0 % осіб у віці 65 років та старших.
Цивільне працевлаштоване населення становило 30 осіб. Основні галузі зайнятості: будівництво — 30,0 %, публічна адміністрація — 20,0 %, сільське господарство, лісництво, риболовля — 16,7 %.
За даними перепису 2000 року,
на території муніципалітету мешкало 102 людей, було 40 садиб та 26 сімей.
Густота населення становила 91,6 осіб/км². Було 48 житлових будинків.
З 40 садиб у 40,0% проживали діти до 18 років, подружніх пар, що мешкали разом, було 55,0 %,
садиб, у яких господиня не мала чоловіка — 7,5 %, садиб без сім'ї — 35,0 %.
Власники 32,5 % садиб мали вік, що перевищував 65 років, а в 5,0 % садиб принаймні одна людина була старшою за 65 років.
Кількість людей у середньому на садибу становила 2,55, а в середньому на родину 3,31.
Середній річний дохід на садибу становив 38 750 доларів США, а на родину — 52 083 доларів США.
Чоловіки мали дохід 50 750 доларів, жінки — 0 доларів.
Дохід на душу населення був 14 355 доларів.
Середній вік населення становив 33 років.